# 開幕典禮

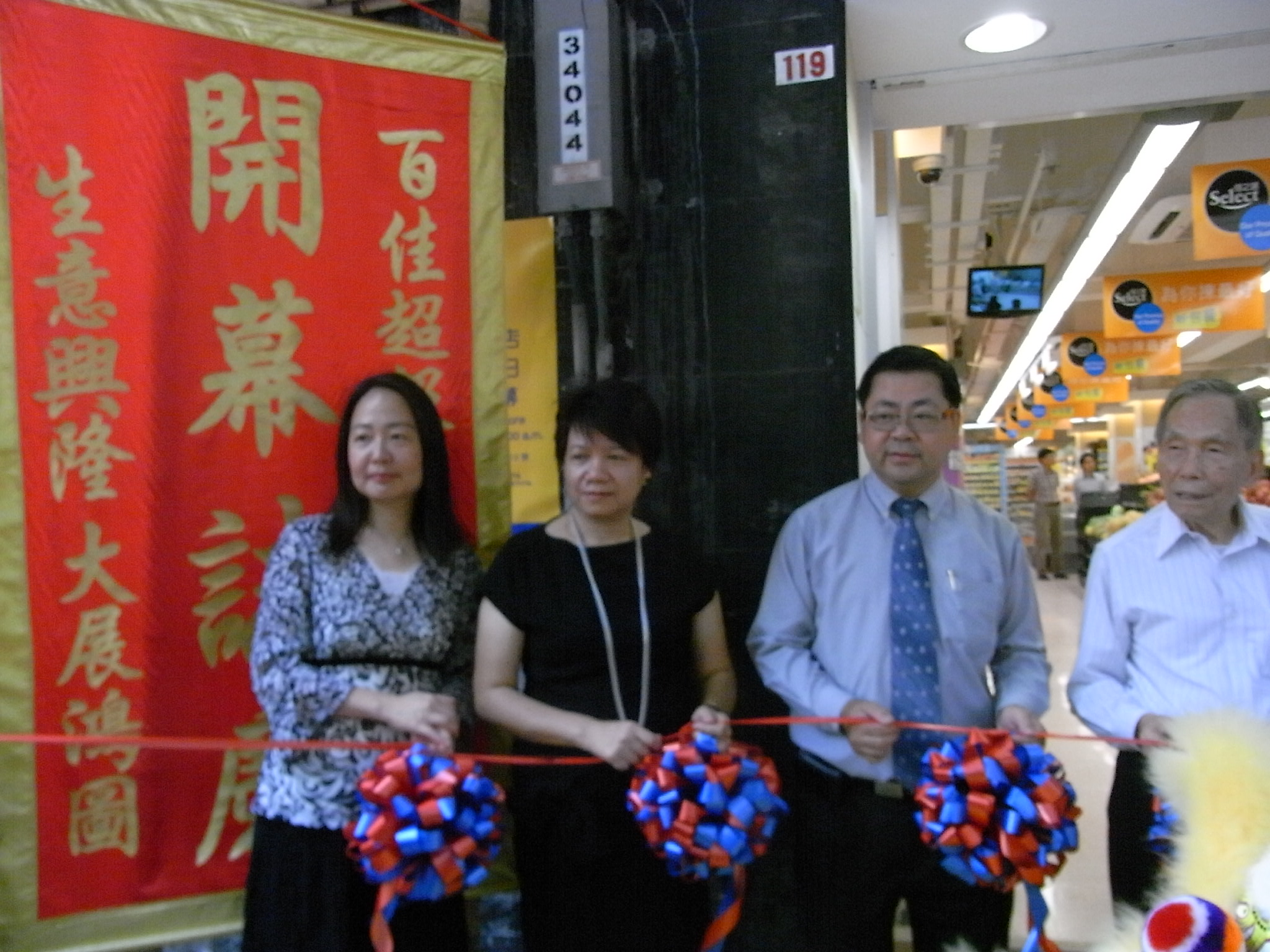
香港的一家商店分行開幕典禮

開幕典禮（簡稱開幕禮），或開幕儀式（中國大陸稱開幕式），是一個活動正式開始，或一座建築正式啟用或開張之時所舉行的一個活動。世界上最大型的開幕典禮包括奧運會及世界盃足球賽，有數以萬計的觀眾見證。活動通常會邀請一些特別嘉賓（例如社會知名人士）參予當中的關鍵動作，例如剪綵、舞龍舞獅及花車巡遊、禮炮煙火匯演、啟亮燈飾、擇吉拜神上香等，以祈求順利。